# John B. Fairbanks
John Boylston Fairbanks, né le 25 décembre 1855 à Payson et mort le 15 juin 1940 à Salt Lake City, est un peintre américain. Il fait partie, avec Edwin Evans (1860–1946), John Hafen (1856-1910) et Lorus Bishop Pratt (1855–1923), des artistes envoyés étudier, en 1890, à Paris par l'Église de Jésus-Christ des saints des derniers jours (LDS Church), groupe surnommé les « Art Missionaries »,,.

## Famille, études et carrière
John, né à Payson est le fils de Sarah Van Wagoner et de John Boylston Fairbanks, tous deux font partie des pionniers mormons qui traversent les Grandes Plaines américaines et s'installent en Utah en septembre 1847. Lorsque Fairbanks (Junior) atteint ses dix-huit ans, un peintre, John Hafen, installe son atelier à Payson. C'est en visitant le studio de l'artiste, que Fairbanks devine que la peinture va être son futur. John Hafen devient son ami et son mentor. Il réalise bientôt des portraits, comme ceux des dirigeants mormons George Quayle Cannon et Heber J. Grant ainsi que des toiles représentant les paysages surprenants et riches en couleurs de l'Utah. Sa peinture ne suffisant pas à subvenir à ses besoins, il vend aussi des journaux et réalise des agrandissements photographiques pour George Edward Anderson (1860-1928). Le 24 juin 1877, il épouse Lilly Annetta Huish , ils vont avoir sept enfants, dont le peintre et sculpteur John Leo Fairbanks (1878-1946) ainsi que le sculpteur Avard Tennyson Fairbanks (1897–1987).

### LaFrench Art Mission
En 1890, Fairbanks, John Hafen (1856-1910) et Lorus Bishop Pratt (1855–1923), parviennent à convaincre les dirigeants de la LDS Church de les envoyer étudier les beaux-arts à Paris. Leur demande est accueillie favorablement. La communauté mormone s'est installée à Salt Lake City, en 1847, et a prospéré grâce à ses pionniers, Brigham Young, Heber Chase Kimball et Wilford Woodruff. La construction du temple de Salt Lake est presque achevée, mais les pères de la LDS Church craignent de ne compter parmi leurs fidèles aucun artiste capable de réaliser les fresques murales qu'ils désirent. Ils acceptent donc d'offrir une bourse d'études de deux ans à Paris, alors capitale mondiale des arts, aux meilleurs jeunes artistes de Salt Lake City. Tous trois partent le 23 juin 1890 puis Edwin Evans et Herman H. Haag (1871-1895), les rejoignent en 1891. À Paris, c'est une vie studieuse et appliquée qui les voit debout aux aurores pour étudier le français et l'anatomie, puis une longue journée à l'Académie Julian et parfois même des cours du soir. Ils consacrent leur temps libre à voyager en France, dessinant, peignant, visitant musées et galeries. Lorsqu'ils rentrent à Salt Lake City, fin 1892, ils ont acquis les connaissances nécessaires à la réalisation des fresques murales du temple.

### Temple et expédition

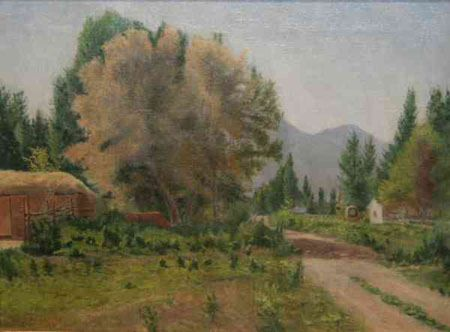
Utah Farm (1893)

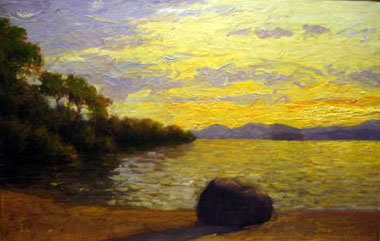
Lake Nikaragua (1901)

Fairbanks et ses camarades « missionnaires de l'art » réalisent les fresques du temple, dont l’inauguration a lieu le 6 avril 1893. À Salt Lake City, ensuite, il tente de vivre de son art, mais sans grand succès. En 1898, sa femme Lilly fait une chute dans l'escalier et meurt, le laissant seul avec leurs enfants.
Benjamin Cluff (1858–1948), premier président de la Brigham Young University, organise, en 1902, une expédition au Mexique pour y découvrir la ville de Zarahemla, décrite dans le Livre de Mormon. Il engage Fairbanks pour réaliser des dessins, peintures et photographies. Pendant deux ans, il réalise des dessins et des tableaux des paysages somptueux traversés par l’expédition, au Mexique, en Amérique-Centrale et en Colombie.

### Zion et dernières années
Grâce aux progrès réalisés dans le domaine des chemins-de-fer, le canyon de Zion commence à faire parler de lui, sa beauté est largement commentée dans la presse. Fairbanks décide de s'y rendre en février 1912. Il arrive à Springdale et loge chez Oliver Gifford dont la fille, Florence, alors âgée de vingt-cinq ans, lui rappelle sa défunte épouse.  Ils vont se marier le 21 septembre 1917 et la famille Fairbanks va bientôt s'accroître de cinq enfants. Il continue inlassablement à peintre, vendant quelques toiles, mais il est aussi obligé pour faire vivre sa famille d'accepter de petits boulots comme celui d'étalagiste. En 1926, la mère de son épouse s'étant fracturé le bassin, la famille Fairbanks s'installe à Springdale. Pendant cinq ans, il réalise à nouveau des toiles d'une grande beauté des paysages de Zion et de Bryce Canyon, comme son Fisher Towers, Zion de 1928. Zion est devenu en 1919 un parc national et attire de riches touristes à qui Fairbanks vend des toiles. De retour à Salt Lake City, il ouvre un atelier de peinture et de photographie et enseigne à la Brigham Young University. John B. Fairbanks meurt chez lui, le 15 juin 1940.